# The Cellar Door Sessions
The Cellar Door Sessions è un box set live del compositore e trombettista jazz Miles Davis, costituito da 6 CD, registrato in un piccolo nightclub, il 16-17-18-19 dicembre, 1970 alla The Cellar Door, Georgetown, Washington, D.C. e pubblicato nel 2005 dalla Columbia Records. Una porzione della registrazione contenuta nel disco 5 e 6 appare nell'album Live-Evil. John McLaughlin chitarrista che militava all'epoca nella formazione di M. Davis fa la sua unica apparizione in un disco live pubblicato dallo stesso Davis solo in Live-Evil e nel disco 5 e 6 della The Cellar Door Sessions.

## Lista tracce

### Disco 1
Mercoledì, 16 dicembre (1st set)
1. Directions (Joe Zawinul) 8:55
2. Yesternow (Miles Davis) 17:05
3. What I Say (Davis) 13:12
4. Improvisation #1 (Keith Jarrett) 4:29
5. Inamorata (Davis) 13:59

### Disco 2
Giovedì, 17 dicembre (2nd set)
1. What I Say 13:33
2. Honky Tonk (Davis) 19:59
3. It's About That Time (Davis) 14:41
4. Improvisation #2 (Jarrett) 6:39
5. Inamorata 14:33
6. Sanctuary (Wayne Shorter) 0:30

### Disco 3
Venerdì, 18 dicembre (2nd set)
1. Directions 13:11
2. Honky Tonk 18:31
3. What I Say 15:09

### Disco 4
Venerdì, 18 dicembre (3rd set)
1. Directions 11:53
2. Honky Tonk 17:00
3. What I Say 14:12
4. Sanctuary 2:03
5. Improvisation #3 (Jarrett) 5:04
6. Inamorata 15:14

### Disco 5
Sabato, 19 dicembre (2nd set)
1. Directions 15:09
2. Honky Tonk 20:49
3. What I Say 21:31

### Disco 6
Sabato, 19 dicembre (3rd set)
1. Directions 19:04
2. Improvisation #4 (Jarrett) 5:03
3. Inamorata 18:27
4. Sanctuary 2:12
5. It's About That Time 7:49

## Formazione
- Miles Davis: Tromba elettrica con Wah Wah
- Gary Bartz: soprano e alto sax:
- John McLaughlin: chitarra elettrica  (solo CD 5-6)
- Keith Jarrett: Fender Rhodes piano elettrico, Fender organo elettrico
- Michael Henderson: basso elettrico
- Jack DeJohnette: batteria
- Airto Moreira: percussioni, Cuica (dal CD 2 al 6)